# سیارک ۱۷۶۷۳
سیارک ۱۷۶۷۳ (به انگلیسی: 17673 Houkidaisen، نامگذاری:1996XL32) هفده هزار و ششصد و هفتاد و سومین سیارک کشف شده‌است که در ۱۵ دسامبر ۱۹۹۶ کشف شد.
قدر مطلق سیارک برابر ۱۳٫۷۰ است.